# Главные размерения
Главные размерения судна (основные размерения судна или корабля) — совокупность конструктивных, расчётных, наибольших и габаритных линейных размеров судна: длины, ширины, осадки и высоты борта. Главные размерения характеризуют мореходные качества корабля (судна) и определяют возможность его проводки в узкостях (каналах, бухтах, проливах), шлюзах, на мелководье, определяют возможность размещения на стапеле (слипе) или постановки в корабельный док.

## Высота борта
Высота борта — вертикальное расстояние, измеряемое в плоскости мидель-шпангоута от основной плоскости до бортовой линии верхней палубы — линии пересечения теоретических поверхностей борта и верхней палубы или их продолжения при закруглённом соединении палубы с бортом. Для подводной лодки высота борта определяется как расстояние по вертикали между крайними точками наружного корпуса в районе мидель-шпангоута, но без учёта высоты ограждения рубки.

## Осадка
Осадка — расстояние от горизонтальной плоскости, проходящей через нижнюю точку в середине длины корпуса (без учёта выступающих частей) до поверхности спокойной воды. Различают осадку носом, кормой и среднюю осадку, как среднеарифметическое значение кормовой и носовой осадки.

## Длина
Длина судна — расстояние между его носовыми и кормовыми конструктивными элементами. Различают длину судна: по конструктивной ватерлинии, между перпендикулярами, наибольшую и габаритную. Для подводных лодок дополнительно различают: длину непроницаемого корпуса и длину прочного корпуса.
Длина корабля по конструктивной (расчётной) ватерлинии — расстояние между точками пересечения носовой и кормовой частей конструктивной ватерлинии с диаметральной плоскостью.
Длина между перпендикулярами — расстояние между носовым и кормовым перпендикулярами корабля, то есть точками пересечения летней грузовой ватерлинии и штевней. В случае отсутствия ахтерштевня длина по перпендикулярам измеряется от оси руля.
Наибольшая длина корабля — расстояние между крайними точками теоретической поверхности корпуса корабля в носовой и кормовой оконечностях.
Габаритная длина судна — расстояние между крайними точками носовой и кормовой оконечностей корпуса с учётом выступающих частей.
Длина непроницаемого корпуса подводной лодки — расстояние между концевыми поперечными переборками (чаще всего концевых цистерн главного балласта).
Длина прочного корпуса — расстояние между крайними точками концевых переборок прочного корпуса.
Длина гражданского судна — расстояние, измеряемое на уровне летней грузовой ватерлинии от передней кромки форштевня до оси баллера руля или 96 % длины судна, измеряемой на уровне этой ватерлинии от передней кромки форштевня до крайней кромки кормовой оконечности судна.

## Ширина
Ширина судна — расстояние между различными конструктивными точками корабля, расположенными на его правом и левом бортах. Различают наибольшую ширину, ширину по конструктивной ватерлинии, по расчётной ватерлинии, на мидель-шпангоуте, габаритную, ширину по стабилизаторам (для подводных лодок).
Наибольшей шириной корабля называют расстояние, измеряемое перпендикулярно диаметральной плоскости,  между крайними точками теоретической поверхности корпуса корабля. Шириной корабля по конструктивной ватерлинии называют наибольшую ширину конструктивной ватерлинии. Шириной корабля по расчётной ватерлинии называют наибольшую ширину расчётной ватерлинии. Шириной корабля на мидель-шпангоуте называют ширину конструктивной ватерлинии на мидель-шпангоуте. Габаритной шириной корабля называют расстояние, измеряемое перпендикулярно диаметральной плоскости между крайними точками корпуса корабля (судна), с учётом выступающих частей. Под шириной подводной лодки по стабилизаторам подразумевают размах стабилизаторов подводной лодки, то есть расстояние между крайними точками стабилизаторов.